# 5063 Monteverdi
Az 5063 Monteverdi (ideiglenes jelöléssel 1989 CJ5) a Naprendszer kisbolygóövében található aszteroida. Freimut Börngen fedezte fel 1989. február 2-án.